# Łaba (dopływ Kubania)
Łaba (ros. Лаба) – rzeka w europejskiej części Rosji, na terenie Kraju Krasnodarskiego.
Rzeka powstaje z połączenia rzek Bolszaja Łaba i Małaja Łaba, których źródła znajdują się w Paśmie Głównym Wielkiego Kaukazu. Rzeka płynie w kierunku północno-zachodnim i uchodzi do rzeki Kubań, naprzeciw miasta Ust´-Łabinsk.
Długość rzeki wynosi 214 km (347 km od źródeł Bolszej Łaby), a powierzchnia dorzecza – 12 500 km². Średni przepływ u ujścia wynosi 95,7 m³/s. Rzeka jest żeglowna, wykorzystywana do irygacji pól. 
Głównymi dopływami są Czamłyk (prawostronny) i Fars (lewostronny). 
Nad rzeką położone są miasta Łabińsk i Kurganińsk.